# برنگاره
برنگاره (به صربی: Brnjare) یک روستا در صربستان است که در بوجانوواچ واقع شده‌است. برنگاره ۱۱۴ نفر جمعیت دارد.